# Frankfurt Lions
I Frankfurt Lions sono stati una squadra tedesca di hockey su ghiaccio di Francoforte sul Meno. Nella loro storia conquistarono un campionato tedesco.

## Storia
Il club venne fondato come sezione della squadra calcistica dell'Eintracht Frankfurt nel 1959. Il 5 marzo 1991 si separarono dal club, cambiando il proprio nome in Frankfurter ESC "Die Löwen" ("I Leoni"). Quando nel 1994 nacque la Deutsche Eishockey-Liga, la squadra cambiò il proprio nome in Frankfurt Lions. I Lions vinsero il primo campionato della loro storia nella stagione 2003-2004, mentre la stagione successiva giunsero primi al termine della stagione regolare. Il club fu costretto a ritirarsi dal campionato tedesco al termine della stagione 2009-2010 per motivi finanziari. Dalle ceneri dei Lions è nata la formazione dei Löwen Frankfurt, militante in Oberliga.

## Cronistoria
Risultati ottenuti dal 1994 fino al 2010 in Deutsche Eishockey Liga.

## Palmarès
- Deutsche Eishockey-Liga: 1

2003-2004